# Sybrodoius tippmanni
Sybrodoius tippmanni är en skalbaggsart som beskrevs av Stefan von Breuning 1957. Sybrodoius tippmanni ingår i släktet Sybrodoius och familjen långhorningar. Inga underarter finns listade i Catalogue of Life.